# Clairefontaine-en-Yvelines
Clairefontaine-en-Yvelines is een gemeente in het Franse departement Yvelines (regio Île-de-France) en telt 800 inwoners (1999). De plaats maakt deel uit van het arrondissement Rambouillet.

## Geografie
De oppervlakte van Clairefontaine-en-Yvelines bedraagt 17,2 km², de bevolkingsdichtheid is 46,5 inwoners per km².
De onderstaande kaart toont de ligging van Clairefontaine-en-Yvelines met de belangrijkste infrastructuur en aangrenzende gemeenten.

## Demografie
Onderstaande figuur toont het verloop van het inwonertal (bron: INSEE-tellingen).

1. ↑  Populations de référence 2022.